# Thyra Frank
Thyra Frank Rasmussen (* 10. Mai 1952 in Skørping) ist eine dänische Politikerin.
Bis 2011 arbeitete sie als Krankenschwester. Zuletzt leitete sie ein Pflegeheim in Frederiksberg. Von 2011 bis 2015 war sie für die Liberal Alliance Mitglied des Folketing. Von 2016 bis 2019 war Thyra Frank Rasmussen Seniorenministerin in der Regierung Lars Løkke Rasmussen III.
Bei einer vom dänischen Meinungsforschungsinstitut Epinion 2017 durchgeführten Umfrage über die Minister-Popularität schnitt Seniorenministerin Thyra Frank am schlechtesten von allen 22 Ministern ab.
Frau Frank ist verheiratet.